# Manuel Padilla García
Manuel Padilla García (Marmolejo, 14 de juny de 1953) és un exfutbolista espanyol de les dècades de 1970 i 1980.

## Trajectòria
Després de jugar al CD Iliturgi fou fitxat per l'equip juvenil del Córdoba CF. No arribà a debutar amb el primer equip, i va estar a punt d'abandonar el futbol, fins que fou fitxat pel Linares CF. El seu bon rendiment el porta a fitxar pel RCD Espanyol, on jugà durant sis temporades, entre 1977 i 1983. Aquest any deixà el club i fitxà pel Cadis CF, on jugà tres temporades, abans d'abandonar el futbol per problemes de genoll.